# M3中戦車
M3中戦車（エムスリーちゅうせんしゃ、英語：Medium Tank M3）は、第二次世界大戦中にアメリカ合衆国で開発・製造した戦車。アメリカ陸軍の中戦車であると共に、イギリスや、オーストラリア、ソビエト連邦など、連合軍各国に供与された。
グラント（Grant）、およびリー（Lee）という愛称でも知られるが、この2つの愛称はいずれもイギリス軍向けの仕様で生産されたものを南北戦争時の北軍将官ユリシーズ・S・グラント将軍の名をとってジェネラル・グラント（General Grant）、アメリカ陸軍向けの仕様のままでイギリス軍に引き渡されたものをアメリカ連合国将官ロバート・E・リー将軍の名をとってジェネラル・リー（General Lee）と命名したものである。
欧州戦線では、北アフリカ戦線や、イタリア戦線に投入された。ソ連軍にレンドリースされた車輌は、独ソ戦に参加した。太平洋戦争ではビルマの戦いなどに投入された。各陣営とも、M4中戦車など優秀で洗練された戦車の充実にともない、第一線を退いた。なおM3中戦車の車体を流用して開発されたM7自走砲もあり、この自走砲は派生型を含めて連合国各陣営で運用され、中東戦争でも実戦投入された。

## 概要

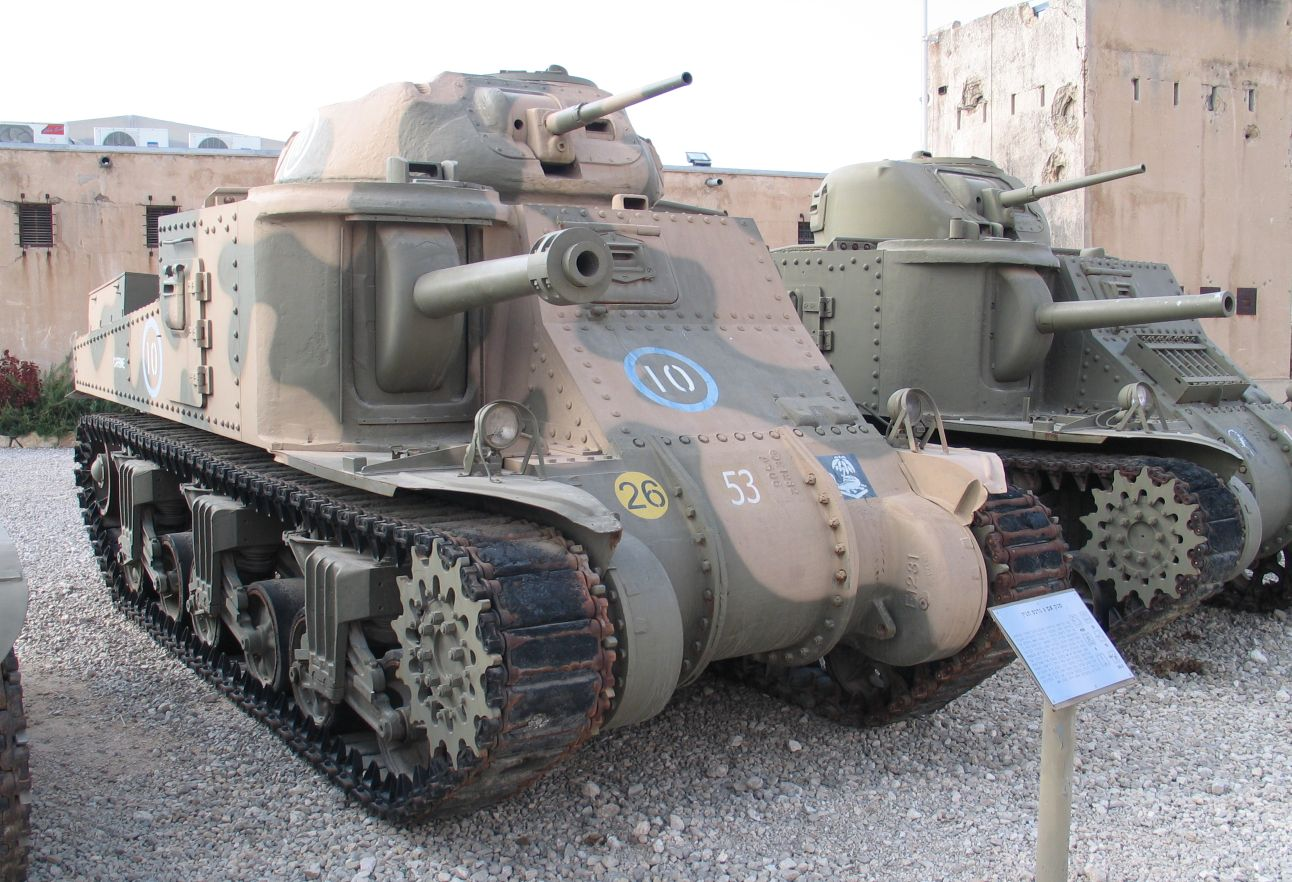
イギリス軍仕様のグラント（手前）と通称リー・グラント（奥）。

1939年9月の第二次世界大戦勃発からヨーロッパを電撃戦で席捲したドイツ国防軍の機甲部隊は、主砲に50mm砲あるいは75mm戦車砲を装備したIII号戦車やIV号戦車を投入しており、37mm砲と機関銃8挺を搭載した歩兵部隊用に開発された戦車に過ぎないM2中戦車の劣勢は明らかであった。その時点でアメリカ軍が装備していた装甲車両は約400輌で、その大部分はM1軽戦車とM2軽戦車を主体としており、数十輌のM2中戦車とM2A1中戦車が残りを占めていた。
1940年6月にフランスが敗北して連合国陣営から脱落すると、アメリカ陸軍では本格的な機甲部隊を発足させる計画が開始された。それまで別々だった歩兵戦車隊と騎兵機械化部隊の統合が行われた。また今後のアメリカ戦車はイギリス軍の得た戦訓を反映させ、英米が共同で使用することを前提に開発する方針となった。
議会では中戦車1,500輌分の予算が承認され、1940年8月15日に、1年以内にM2A1中戦車を1,000輌生産する計画がクライスラー社と契約された。しかし次期中戦車は装甲を強化した上で 75 mm 砲を搭載することが決定され、この計画は直ちに書き換えられた。1940年8月28日のクライスラー社との契約で、M2A1中戦車に替わり新型のM3中戦車を生産することとなった。
アメリカ陸軍において機甲部隊の整備責任者の一人であるアドナ・チャーフィー大将と兵器局の会談で、75mm砲を搭載可能な大型砲塔、砲塔リングなどを早急に設計するには兵器局は経験不足であるという警告がなされ、実際に量産可能なレベルには至っていなかった。そこで、大型砲塔が開発されるまでの繋ぎとして、T5中戦車の車体前面右側に75mm軽榴弾砲を装備するテストを行っていたT5E2中戦車の設計がM3中戦車に継承された。
その結果としてM3中戦車は、車体右側スポンソン（張り出し）部のケースメート（砲郭）式砲座に31口径 M2 75mm砲を備え、車体前部左側には前方固定式（俯仰は可能）のM1919 7.62mm機関銃2挺が連装式に備え付けられた。そして37mm砲に同軸のM1919 7.62mm機関銃を搭載した全周旋回砲塔と、砲塔上に7.62mm機関銃塔が備えられた車長用銃塔を備えた、変則的な形の戦車として完成した。
新機軸として、75mm・37mm 砲ともにウェスチングハウス社製のスペリー式ジャイロスタビライザー（砲安定装置）が装備された。これは現代のように高精度の走行間射撃が可能なものではなく、走行しながら目標に対し砲を素早く指向することができる程度で、トラブルが多発したため初期量産型では搭載されず、搭載された車両でも扱いが面倒であるとして使用しない兵も多かった。砲郭内に装備された75mm砲は同様に車体に砲を装備したルノーB1とは異なり、左右15°程度なら射角変更も可能である。車体と砲塔上の銃塔に装備された7.62mm機関銃には、他の多くのアメリカ戦車の車体前方機銃同様に照準装置が付いておらず、ペリスコープから曳光弾の軌跡や弾着を確認しながら射撃した。

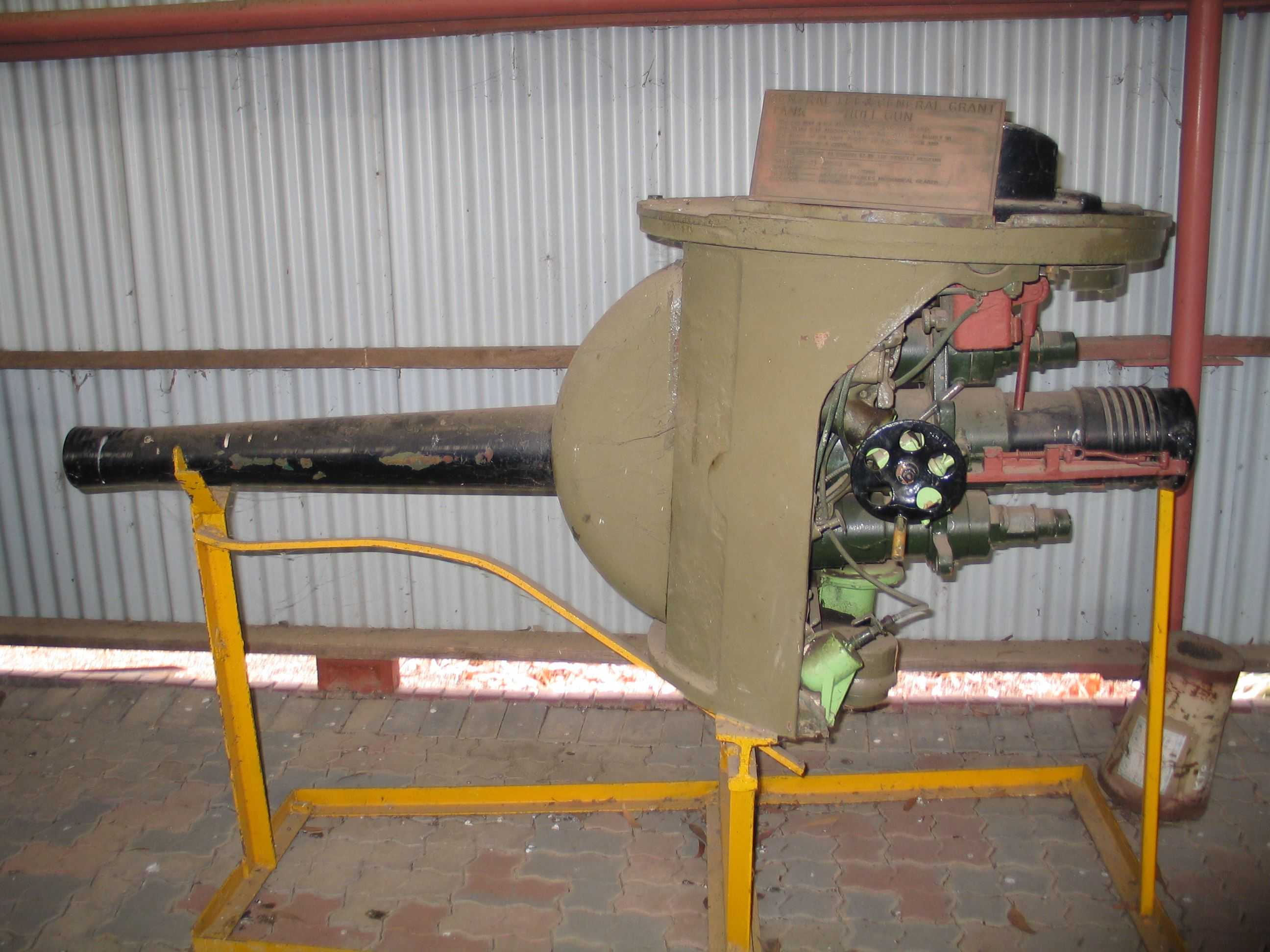
車体部右側に装備された砲郭式75 mm砲
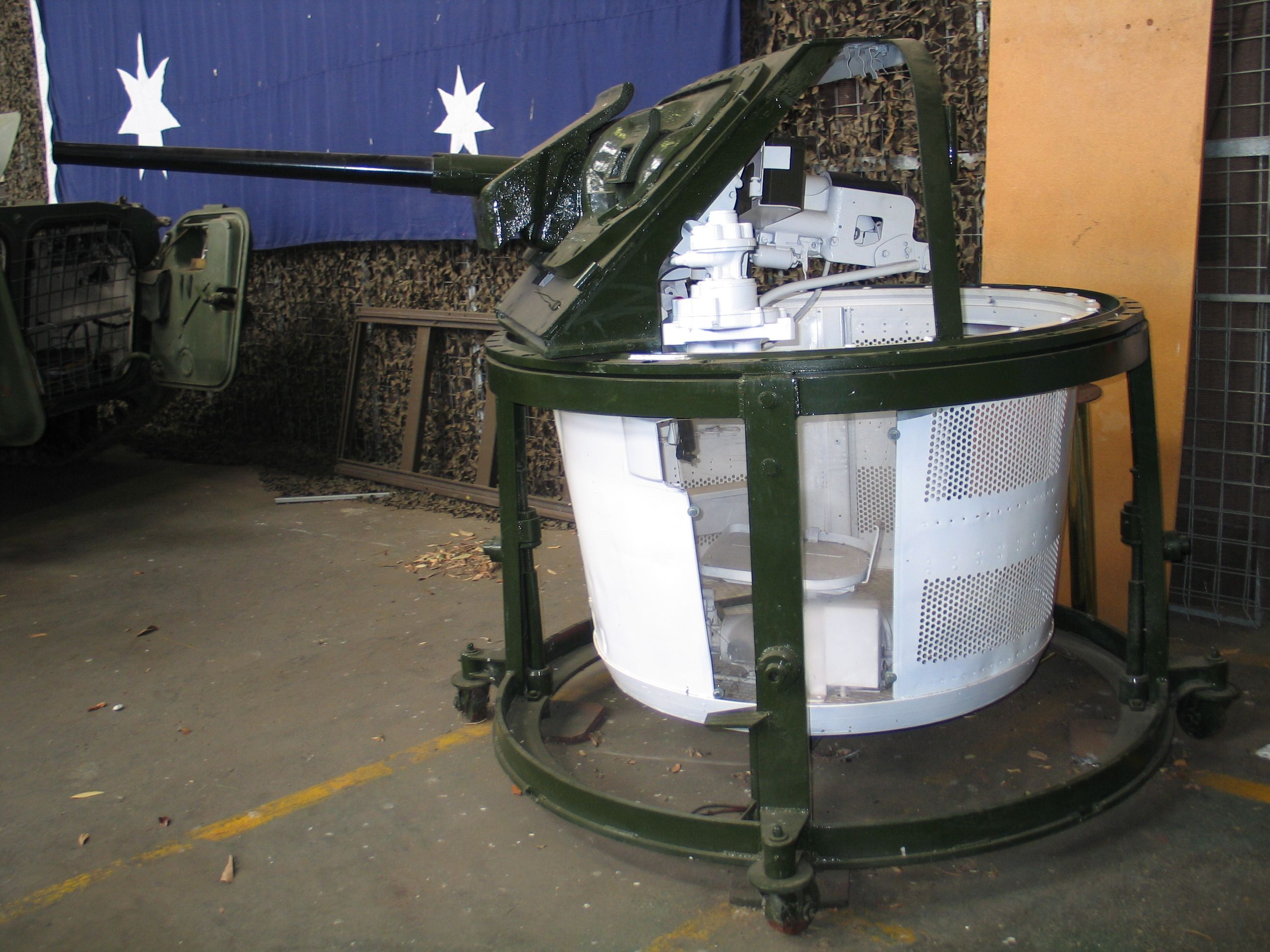
M3リーの37 mm 砲と砲塔バスケット（砲塔連動式の床面部）
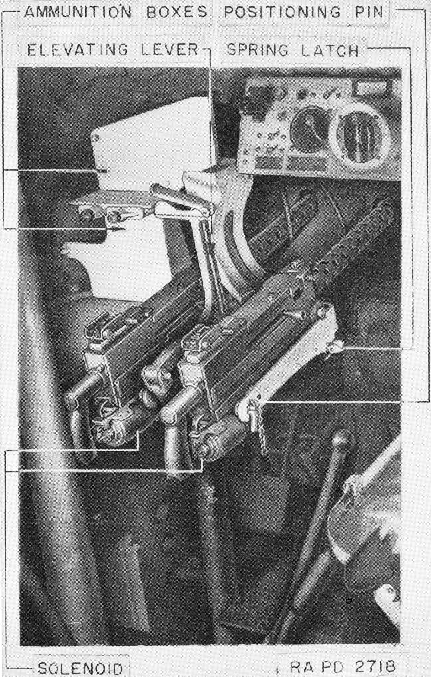
車体前部左側に装備された連装機銃の車内部分 （M3の公式マニュアル(TM 9-750. Ordnance Maintenance. Medium Tanks M3, M3A1, and M3A2)より抜粋）

2種の砲を搭載していることもあって乗組員数も多く、
- 砲塔部

車長、37mm砲手、弾薬手
- 車体部

操縦手、無線手（前方機銃装弾手兼任）、75mm砲手、装填手
の7名が搭乗した。なお、無線機を砲塔内に置き、基本的に車長が操作するものとした英国仕様のグラントは無線手を搭乗させない6名乗車が基本となっており、アメリカ仕様のリーもソビエトに供給されたものなどでは無線手もしくは砲塔弾薬手を搭乗させない6名乗車で運用されていた例がある。
車体の基本構成は共にT5中戦車を範とするM2A1中戦車とほぼ同じで、垂直渦巻きスプリング・ボギー式(VVSS)の足回りや、コンチネンタル社製の空冷星形9気筒ガソリンエンジンを搭載している点などは、1942年2月より量産開始されたM4中戦車にもそのまま引き継がれることとなった。
M3中戦車は空冷星型エンジンを横置きに搭載しているために基本的な車体高が大きく、さらにその上に銃塔付きの砲塔を持つために全体的に大きく嵩張る車両で、遠方から発見されやすく被弾しやすい、75mm砲は車体右側の低い位置にオフセットされているためにダッグインが不可能などの不利があった。半ば強引に砲郭式に主砲を搭載していること以外にも、ドライブシャフトが戦闘室内を貫通している構造で、操縦手は変速機の上にシートを設けて座る構成になっている。M3中戦車は急造品のため、洗練されていない箇所も見られる。
M3中戦車は1941年1月に先行試作型が完成し、同年4月から生産が開始された。第二次世界大戦参戦前でありながらも大量生産が開始され、イギリス軍へ供与されると共に、アメリカ軍への配備が進められる。1941年から翌1942年12月の生産終了までに全型合計6,258輛が生産され、M4戦車配備までのストップギャップとしての役割を果たした。前述のような問題点も多かったものの、同時期の枢軸軍戦車に比べると火力と装甲、そして機関と走行装置の信頼性では勝っており、イギリス軍においても供与が開始された時点ではどの戦車よりも総合的な能力では勝っていた。
開戦後は戦訓によって、防御上の問題点とされた車体側面ハッチの廃止、操縦手用ペリスコープの追加、車体砲への同軸光学式直接照準器の追加と長砲身40口径 M3 75mm戦車砲（M4戦車の主砲と同じ砲）への変更、といった改良も随時行われている。 なお、車体砲の内装式防盾構造は被弾による変形や回転部に挟まる弾片によって旋回・俯仰不能に陥る事態が多発したため、外装式防盾に設計を変更することが企画されたが、本車はあくまでより本格的な戦車であるM4への“繋ぎ”であるとされたため、設計変更はされぬままに終わった。

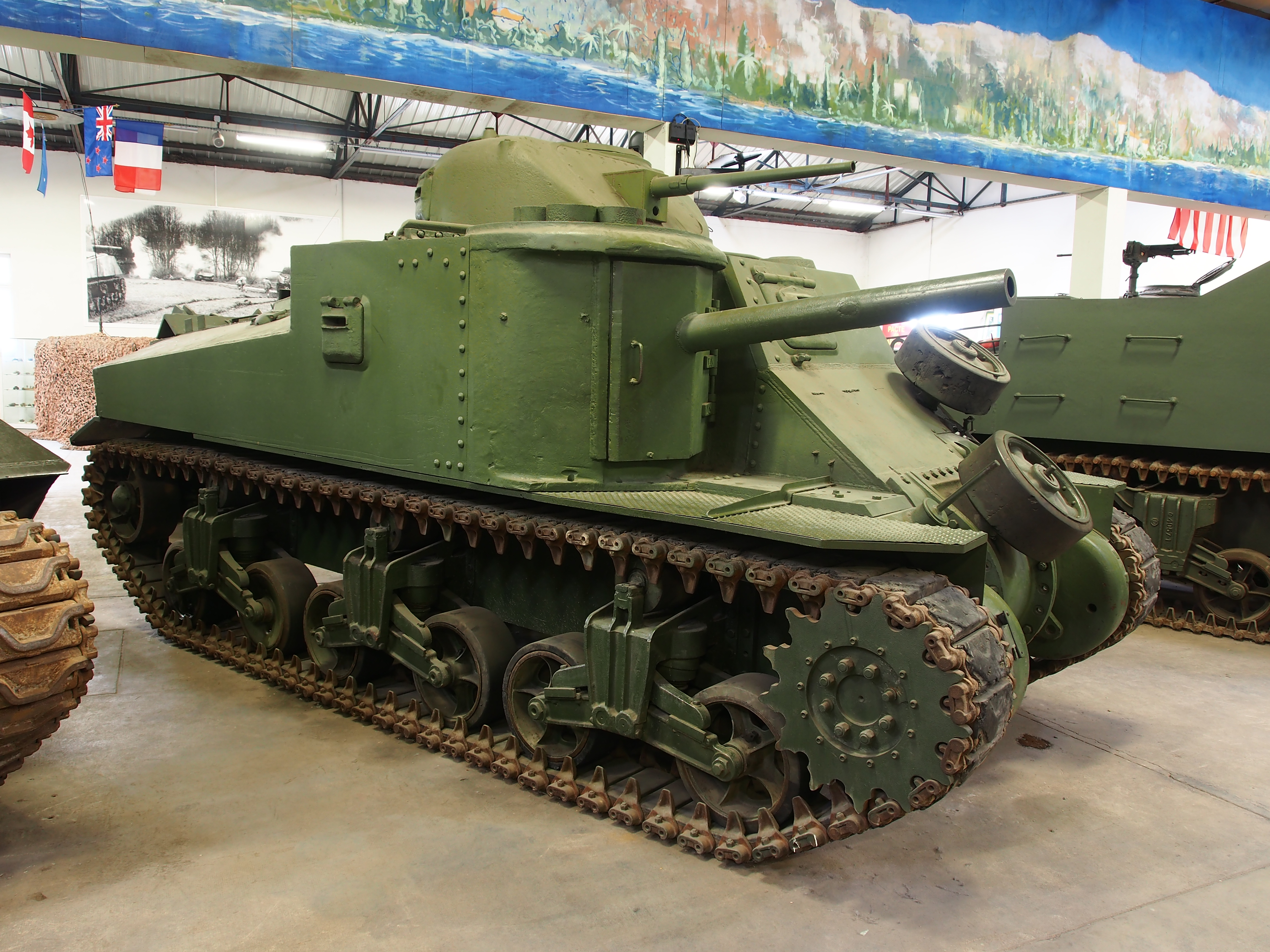
フランスのソミュール戦車博物館に展示されている、M31B1改造M3中戦車
説明板には「M3 LEE GRANT」と書かれている

車体を流用してM31戦車回収車やM33牽引車として改造された車両も多く、これらは戦車砲は撤去されているが、非武装であることが一目でわからないように、車体砲郭部へパイプで作られたダミーの75mm砲を備えた車両が多い。このダミー砲郭はハッチとして開閉可能で、車体前部からの出入り口として重宝された。
戦後、ソミュール戦車博物館を始め、各地に展示されているM3中戦車は戦車回収車型や裝軌牽引車型に砲塔を載せてM3らしく復元した車両が多く、注意深く観察すれば、75mm砲はダミー砲郭そのまま（砲の根本に防盾がなく、擬砲は完全に固定されており上下動不可能）なので判別が可能である。

### ジェネラル・グラント

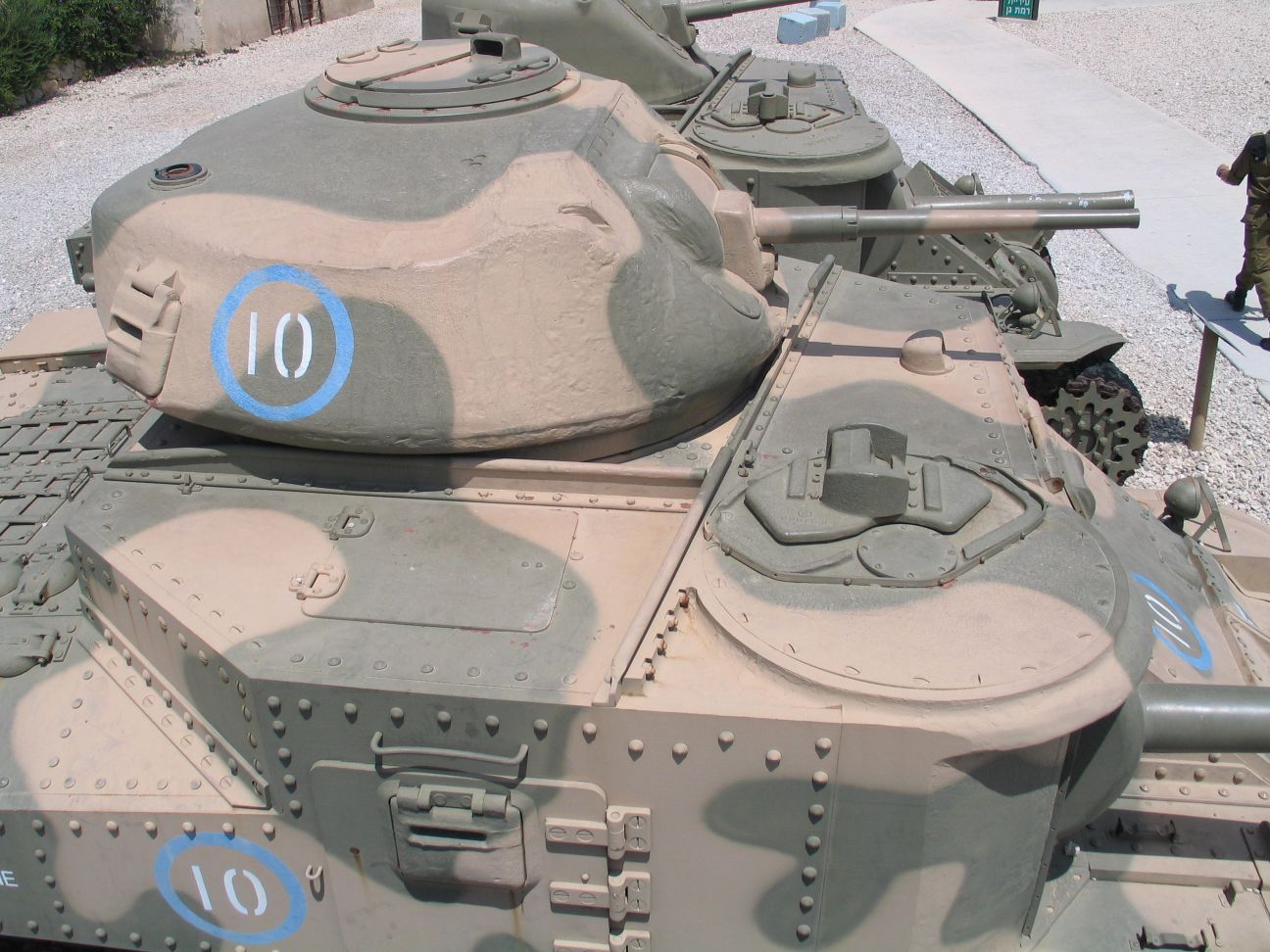
無線機を内蔵した複雑な面構成のより大型の砲塔に変更されたグラント

フランス北部ダンケルクの戦いでの大規模撤退作戦（ダイナモ作戦）で大量の戦車を失っていたイギリスは、アメリカにイギリス向けの戦車を生産させたいと考え、M3中戦車を希望に沿って改修した車両をイギリス軍向けに製造してもらうことで合意した。この設計はイギリス人のチームが行った。
イギリス軍では車長近くの砲塔内に車載無線機を搭載することを重視したため、これのために砲塔を設計変更し後部に張り出しを設けることになった。アメリカ軍向けでは砲塔上部に7.62 mm 機関銃を搭載した全周旋回可能な銃塔型キューポラがあったが、イギリス軍向けでは単純なハッチに変更された。細部の設計が終了して、最初の試作車は1941年3月13日に完成し、最初のイギリス軍仕様の砲塔を搭載したM3中戦車が完成したのは同年7月だった。砲塔以外の違いとして操縦手用のペリスコープや全周型サンドスカート、新型履帯などが生産中に導入された。一部の車輌は、主砲の先端にカウンターウェイトを装着していた。
イギリス政府はアメリカ国内の数社と2,085輌の生産契約を行なったが、1941年3月のレンドリース法の成立に伴い、この契約はアメリカ政府が肩代わりすることになった。グラント型砲塔の生産数は1,660基ほどで、大半はM3の車体に搭載されてグラント Mk.Iとして完成した。

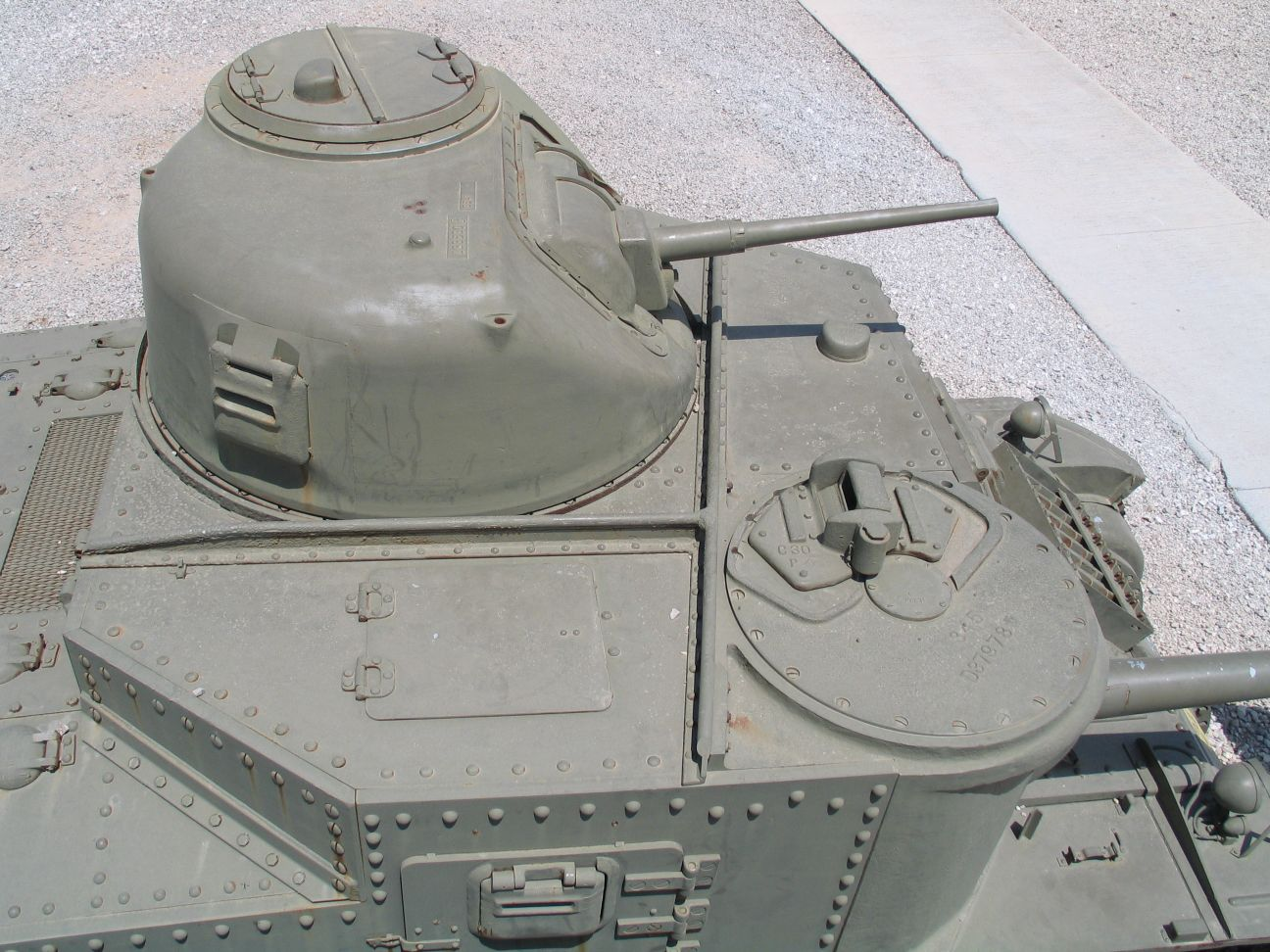
銃塔を撤去しグラント用砲塔ハッチに換装した、イギリス軍の通称リー・グラント

イギリス型のグラント Mk.Iはボールドウィン、プレスド・スチール・カー・カンパニー、プルマン・スタンダード・カー・カンパニー製だったが、戦闘での損失率が高かったために生産が追いつかず、アメリカ軍仕様のM3中戦車も受領し、これはリー Mk.Iと呼ばれた。リーのイギリス仕様として、砲塔の機銃塔を外し代わりにグラントのハッチを装備した通称「リー・グラント(Lee Grant)」も存在した。しかし、実際はイギリス軍部隊では砲塔の違いにかかわらずひとくくりに「グラント」と呼ぶのが普通だった。
少数ながらM3A3ベースのグラント砲塔型も作られたが、M3A3は砲塔の種類に関わらずリー Mk.Vという名称が設定された。また、M3A5は砲塔の種類にかかわらず、グラント Mk.IIと呼ばれた。なお、M3A1、M3A2およびM3A4はイギリス軍には供与されておらず、イギリス仕様の呼称のみが設定されている。
| アメリカ軍形式名 | 砲塔形状   | イギリス軍名称 | 車体構造              | エンジン                                      | 生産数 | イギリスへの供与 |
| ---------------- | ---------- | -------------- | --------------------- | --------------------------------------------- | ------ | ---------------- |
| M3               | アメリカ型 | リー Mk.I      | リベット接合          | コンチネンタル R-975 ガソリンエンジン         | 3,528  | ○                |
| M3               | イギリス型 | グラント Mk.I  | リベット接合          | コンチネンタル R-975 ガソリンエンジン         | 1,296  | ○                |
| M3A1             | アメリカ型 | リー Mk.II     | 鋳造                  | コンチネンタル R-975 ガソリンエンジン         | 272    | ×                |
| M3A1             | アメリカ型 | リー Mk.IV     | 鋳造                  | ギバースン T-1400-2 ディーゼルエンジン        | 28     | ×                |
| M3A2             | アメリカ型 | リー Mk.III    | 溶接                  | コンチネンタル R-975 ガソリンエンジン         | 12     | ×                |
| M3A3             | アメリカ型 | リー Mk.V      | 溶接                  | ゼネラルモータース GM6046 ディーゼルエンジン  | 322    | ○                |
| M3A3             | イギリス型 | リー Mk.V      | 溶接                  | ゼネラルモータース GM6046 ディーゼルエンジン  | 322    | ○                |
| M3A4             | アメリカ型 | リー Mk.VI     | リベット接合 (長車体) | クライスラー A57 マルチバンクガソリンエンジン | 109    | ×                |
| M3A5             | アメリカ型 | グラント Mk.II | リベット接合          | ゼネラルモータース GM6046 ディーゼルエンジン  | 591    | ○                |
| M3A5             | イギリス型 | グラント Mk.II | リベット接合          | ゼネラルモータース GM6046 ディーゼルエンジン  | 591    | ○                |

## 配備と運用

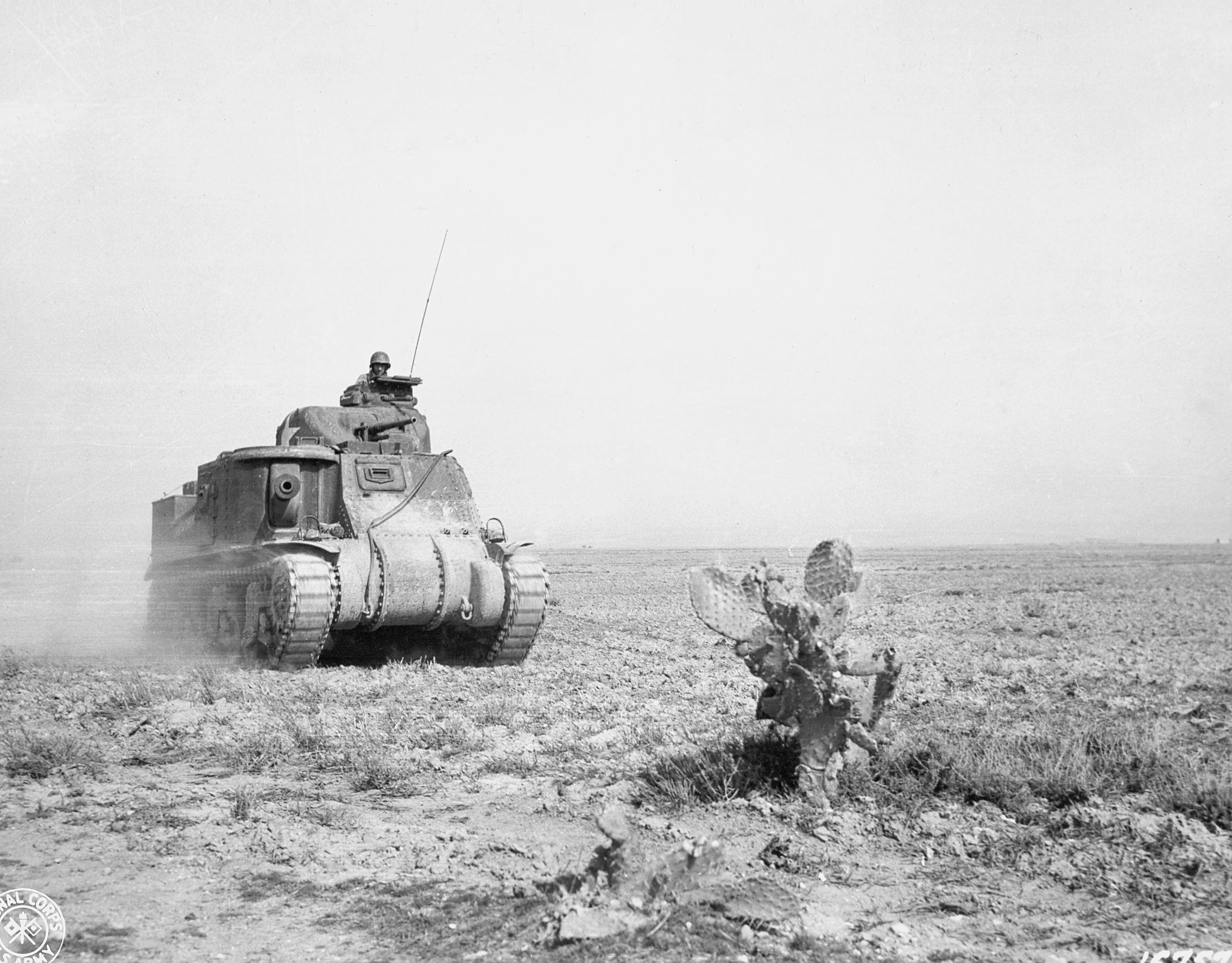
カセリーヌ峠を進むアメリカ第1機甲師団所属のM3中戦車。

M3中戦車はまずは北アフリカの砂漠でイギリス軍の巡航戦車として活躍した。
従来のイギリス製巡航戦車が装備した2ポンド砲や6ポンド砲は当初、砲弾が徹甲弾しか準備されておらず、榴弾が配備されていないという深刻な問題を抱えていた。強力な榴弾を発射でき、かつ対戦車戦闘でも有効な75 mm 砲を装備したM3中戦車は大変よろこばれた。同時期に導入されていたクルセーダー巡航戦車よりも機械的信頼性が高かった。
しかし37 mm 砲と75 mm 砲と二つの砲を備えるのは車長の指揮の上で煩わしく、車体に主砲を装備する配置は理想とはかけ離れていた。砂漠の戦闘で高い車高は良好な視界を得ることができたが、敵に対して遠方からでもよく目立つため、格好の標的にもなった。75 mm 砲の搭載位置の関係で車体を地形に隠すハルダウンを行うことも出来ず、75 mm 砲は大きく仰角が取れるにもかかわらず潜望鏡式照準器が間接照準に不向きなものであったため、間接射撃による支援任務を行うことが難しく、これらの点から運用にも制限があり、車高の高さを活かせない上、欠点をフォローできないとして不評だった。
1942年も半ばになるとあらゆる面で優れたM4中戦車（ジェネラル・シャーマン）が配備されるようになり、10月の第二次エル・アラメイン攻防戦でデビューした。この時点では、M3中戦車はM4中戦車と共に第一線で使用された。カセリーヌ峠の戦いでは、M3中戦車がドイツ軍の新型重戦車「ティーガーI」と遭遇して苦戦を強いられている。1943年5月にチュニジアの戦いが終了し、北アフリカ戦線の枢軸国軍が降伏するまで、対戦車戦闘に用いられた。
その後、M3中戦車はオーストラリア国防軍に回され、オーストラリア機甲部隊に配備されて訓練やオーストラリア本土防衛のために用いられた。
イギリス軍に残った車輛は、ビルマ戦線での反攻に投入され、有力な中戦車や重戦車、効果的な対戦車砲を保有していない日本軍に脅威を与えた。陸軍は、イギリス軍がM3中戦車を自走砲的に運用していると評した。野砲の集中射撃や、歩兵の肉薄攻撃によって、M3中戦車に対抗している。

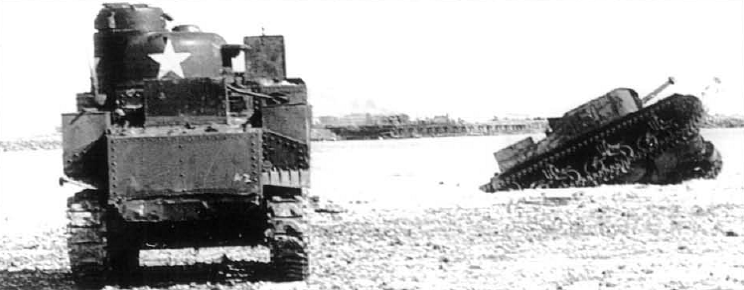
マキンの戦いに参加したM3中戦車。

アメリカ軍はトーチ作戦やその後のチュニジアの戦いでM3中戦車を用いていたが、実戦経験の不足もあり、ドイツアフリカ軍団のドイツ戦車と交戦して大損害を出してしまった。中戦車として実戦投入されたのはシチリア島上陸作戦やイタリア戦初期の頃までで、M4中戦車が戦列化するとともにその価値は失われていった。その後は訓練用に用いられたり、本車をベースにM31戦車回収車やM33装軌式牽引車等に改造され戦争終結まで使用された。M31やM33は概ね好評で、M4やM5をベースとした戦車回収車や牽引車が開発・配備された後も、それらの車両より使い勝手が良かった上、支援車両としては十分過ぎる装甲を有していた為、砲兵の中にはM33牽引車に固執する部隊もあったという。
太平洋戦線におけるM3中戦車の実戦参加例は少なく、ギルバート・マーシャル諸島の戦いで少数が投入された。

### ソビエトでの運用

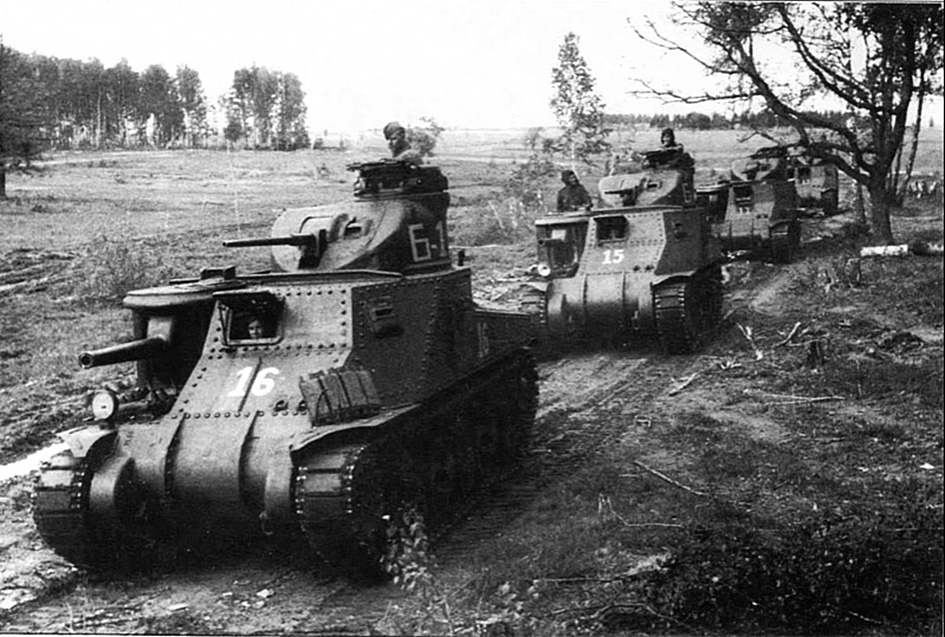
赤軍第6親衛軍・第193独立戦車連隊所属のM3群
1943年7月、クルスクの戦いの際の撮影

M3中戦車はレンドリース法による援助の一環としてソビエト連邦にも送られた。ソビエト赤軍では同時期に供与されたM3軽戦車と区別するために“М3с"(М3(Эм три)средний. "средний"とはロシア語で“中型”の意）”と命名されたが、イギリス軍および英連邦諸国軍での名称である“リー(ロシア語: Ли)”、もしくは“グラント(Грант)”という呼称も使われている。将兵の間ではM3中戦車は仕様に関わらず“グラント”と呼ぶ傾向があった。
これらの呼称の他に、その大柄で車高のあるデザインから
“каланча”（火の見櫓 の意）や“двухэтажный / трёхэтажный”（二階建て／三階建て の意）、“одоробло”（大きくて嵩張る物、の意）というニックネームが付けられたが、車高があり遠方から発見されやすく、被弾しやすい上に被弾時の発火性が高い（後述）ことから、“братская могила на шестерых / братская могила на семерых”（6人用/7人用共同墓地、の意）などと呼ばれ、ここから“ВГ-7”(верная гибель 7(семерых)：確実なる7人の死、の意) / “БМ-7”(братская могила на 7(семерых)：7人用共同墓地（上述) という略号も生まれた。
M3中戦車は供与が開始された1941年から1943年にかけて、ガソリンエンジン搭載車とディーゼルエンジン搭載車の両方、各型合計1,386両がアメリカからソビエト連邦に引き渡され、そのうち417両が輸送中にドイツ海空軍の攻撃により輸送船ごと失われて未着となった。
赤軍においては1942年から部隊が編成され、同年5月の第二次ハリコフ攻防戦に始めて実戦投入された。同年中旬のドイツ軍夏季攻勢（ブラウ作戦）に対するソ連軍反攻作戦にも、アメリカ製航空機と共に参加した。クルスクの戦いにも装備部隊が投入されており、この際に撮影された写真が著名である。1943年半ば以降にはT-34中戦車が生産と配備が軌道に乗り始めて十分な数が前線に供給されるようになり、アメリカからの供与品としてもM4 ゼネラル・シャーマン中戦車中戦車の引き渡しが開始されたため、M3中戦車は第一線を退いた。以後は北方国境（コラ半島・カレリヤ地峡）・極東方面など主力戦線以外の配置部隊や訓練部隊に廻されたが、1945年時点でも装備する部隊は存在しており、1945年夏の時点でもザバイカル軍管区には少なくとも1両が配備されている、との記録が残されている。M3中戦車は同年8月の満州侵攻でも使用されたとする説もあるが、確証はなく、疑問が残る。

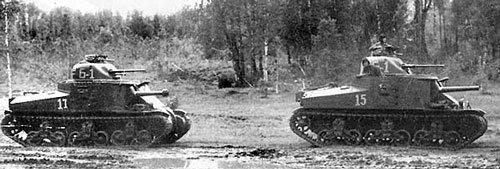
クルスクの戦いにおいて撮影された赤軍のM3A3 左側の車両には車体75mm砲の先端に砲安定装置用のカウンターウェイトが装備されている
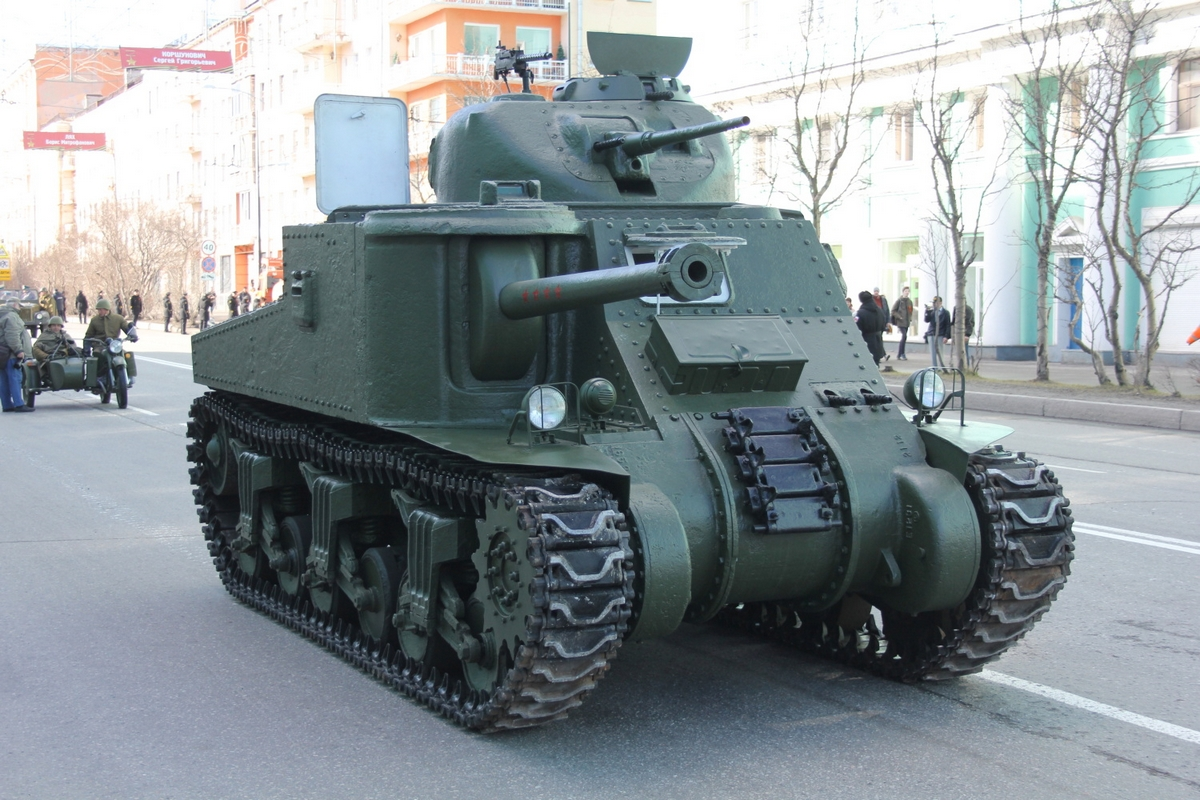
ロシアでソビエトへの輸送中に海没したレンドリース車両を引き揚げてレストアした動態保存車 2019年5月9日、ムルマンスクで行われた「大祖国戦争戦勝74周年記念日」のパレードに参加した際のもの

実際に運用した赤軍戦車兵の評価では、M3中戦車は
- 車体が大きく、車内容積に余裕があり、各種操作がしやすい
- 夏季ならば車内に戦車跨乗兵を複数人便乗出来た
- 車高があるため、砲塔上の車長席からの遠方視界に優れる
- 懸架装置（サスペンション）の性能が高く、特に不整地での乗り心地がよい
- エンジンや変速機を始めとして各部の機械的信頼性が高い
- 37mm砲は最大仰角がかなり大きく、市街戦に便利な他、対空射撃にも使える（これは後にT-80軽戦車の砲塔の開発にも生かされる）

と評価された。また、砲安定装置と無線手が操作する車体前面の連装固定機銃が「有効性はともかく興味深い装備である」と評されている。
反面、実戦での運用の結果として
- 車高が高いために発見されやすく、被弾しやすい
- 車体側面にドアがあることは便利だが、素早い開閉がし辛く、使い勝手が悪い
- ガソリンエンジン型は自国産の戦車と燃料が共用できないため燃料補給時の混乱を引き起こす。また、補給に負担をかける。
- ガソリンエンジンが発火事故を起こしやすい。また、戦闘時に被弾した場合も容易に炎上する
- いずれのエンジン型式のものも燃料消費量が多く燃費が悪い
- 履帯の幅が狭い[注 13]。表面の溝が浅く、不整地や凍結路面で滑りやすく、“踏ん張り”が弱い
- 75mm砲は有用だが限定旋回式のために広い射界が取れず、運用に制限を受け過ぎる。37mm砲は砲塔の位置と高さの問題から近接した目標が狙えず、そもそも威力が低すぎて殆ど役に立たない
- 砲安定装置は実用性が低く、砲尾が不意に動いて搭乗員を“殴る”事があり、危険である
- 履帯にソビエト連邦では手に入らない高品質のゴムパッドが使われている。

といった問題が指摘されている。
なお、M3中戦車の他に派生型である戦車回収車仕様のM31も供与されており、M31Bが115両供与されている。

## 各型および派生型

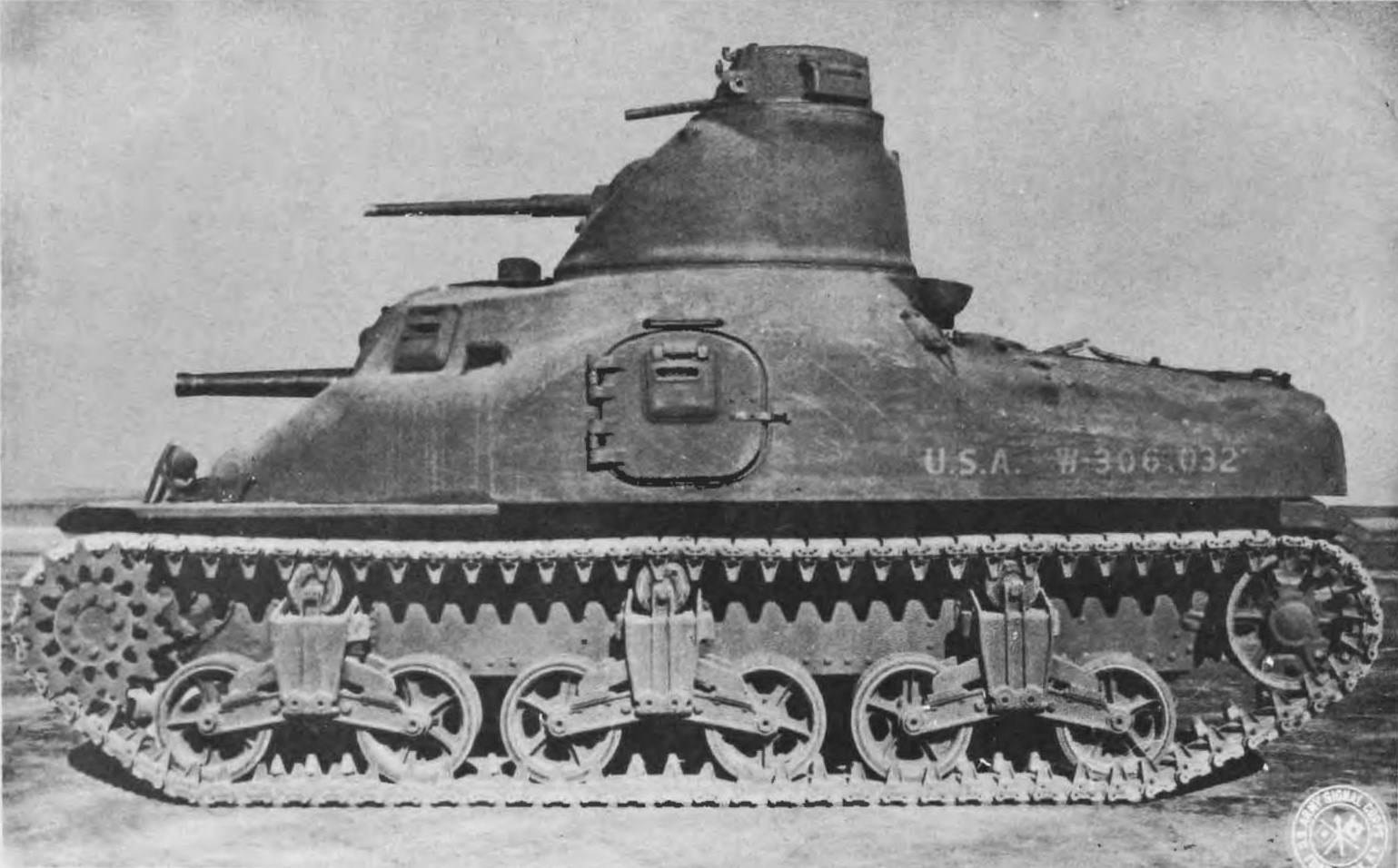
鋳造車体のM3A1

M3(Lee Mk.I / Grant Mk.I)
最初に量産されたタイプで、生産時期によって 75 mm 砲を長砲身にした新型に換装、砲安定装置の搭載、車体側面のハッチの溶接固定または廃止、ベンチレーターの追加などの改良が行われた。
1941年6月から本格的に量産開始され、翌年8月までにリーはクライスラー・デトロイト戦車工廠とアメリカン・ロコモーティブ社で3,923輌が、グラントはプレスド・スティールカー社とプルマン・スタンダードカー社で1,001輌が生産された。
M3A1(Lee Mk.II /Lee Mk.IV)
M3の車体上部を鋳造一体式にしたタイプ。リベット接合車体の面構成を単純に鋳造に置き換えたわけではなく、内部配置に合わせてアウトラインを“絞った”形状になっており、リベット接合/溶接車体型とはハッチの大きさや位置が異なっている。
1942年2月～8月までにアメリカン・ロコモーティブ社で300輌が生産された。イギリスで開発された"CDL"（Canal Defence Light、運河防衛灯）ターレットを搭載したT10"リーフレット"ショップトラクターに改造された物を除けばレンドリースや実戦使用は無く、全てアメリカ国内で訓練用に用いられた。エンジンは基本的にR975であるが、試験的にギバーソン・ディーゼルエンジンを搭載した型も28輌ある。イギリス軍はR975ガソリンエンジン型をリーMk.II、ディーゼルエンジン型をリーMk.IVと分類したが、いずれもレンドリース供与は行われなかった。
M3A2(Lee Mk.III)
M3のリベット留めの車体を、軽量化のために車体全体を溶接接合に変更したタイプ。しかし製造メーカーであるボールドウィン・ロコモーティブ社のラインがM3A3に移行、1942年1月から3月までのわずか12輌のみで生産終了した。数輌だけ作られオーストラリアに供与されたグラント砲塔型を除き、アメリカ国内で訓練用に用いられた。
M3A3(Lee Mk.V)
M3が搭載していた練習機用の空冷星型エンジンR975の供給不測を予想して、ジェネラルモータースの6046型直列6気筒2ストロークディーゼルエンジンを二基組み合わせたものに換装した。車体はM3A2と同様に溶接車体タイプとなっている。
A5と併行してボールドウィン・ロコモーティブ社で1942年3月～12月の間に322輌が生産され、126輌（うち49輌がイギリスに）がレンドリースに廻された。
M3A4(Lee Mk.VI)
A3やA5同様の理由で、バス用に生産されていた直列6気筒ガソリンエンジン5基を星形に束ねて連結し複列30気筒液冷ガソリンエンジンとしたクライスラーA57マルチバンクエンジンに換装し、それに合わせ車体が延長されたタイプ。
クライスラー・デトロイト戦車工廠で1942年6月～8月の間に109輌が生産され、全てアメリカ国内で訓練用に用いられた。
M3A5(Grant Mk.II)
M3A3と同様に6046型ディーゼルエンジンを二基搭載しているが、工場の溶接技術が未成熟であったためリベット接合に戻り、先に量産開始されたタイプ。
A3と併行してボールドウィン・ロコモーティブ社で1942年1月～12月の間に591輌が生産され、208輌が（うち185輌がイギリスに）レンドリースされた。
イギリス軍ではリー砲塔型とグラント砲塔型、いずれもグラントMk.IIと呼称した。

### 派生型

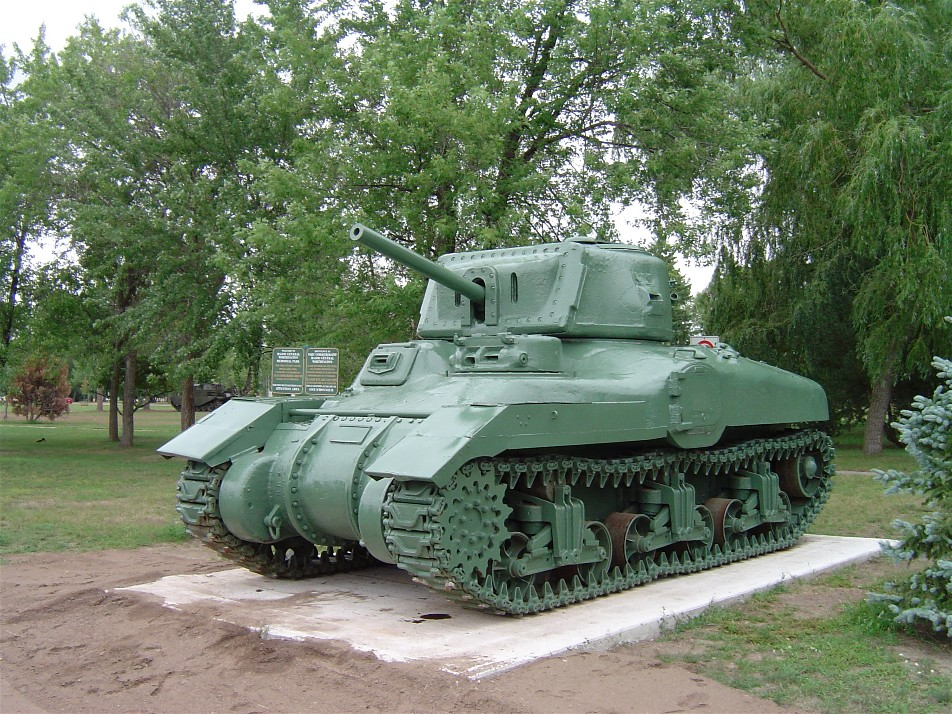
ラムMk.II（初期生産型）

ラム巡航戦車
M3中戦車のライセンス生産を計画したカナダが独自にM3を改設計し、車体砲を廃して通常の戦車と同じく6ポンド砲を主砲とした全周旋回砲塔を装備する車両として国産化した型。
戦車型の他いくつかの派生型が開発されたが、戦車型は訓練用としてのみ使用された。

#### 回収車両

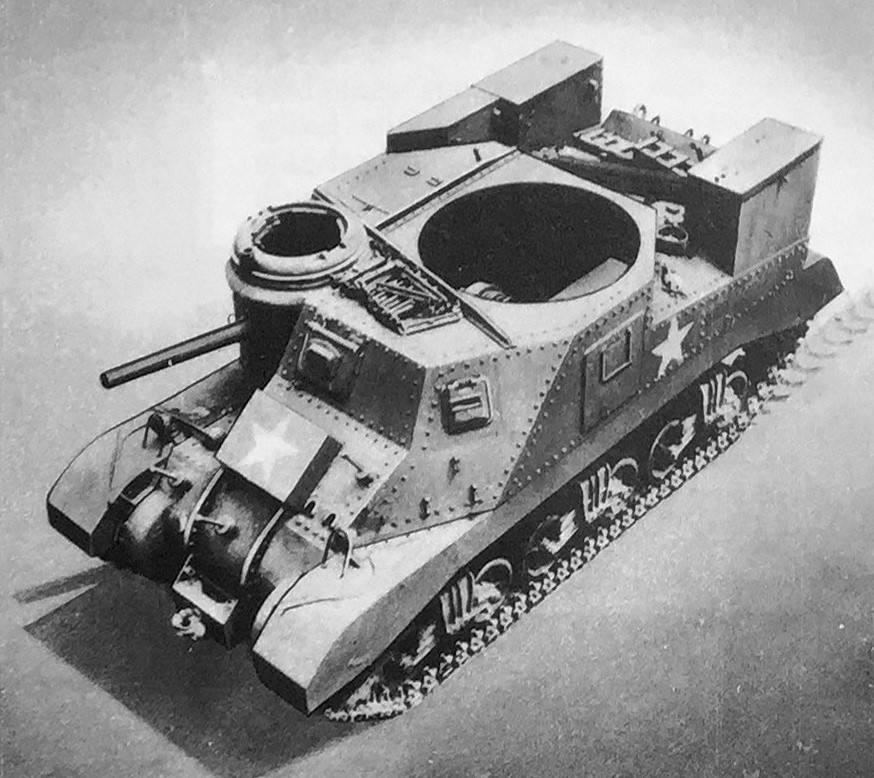
M33 Prime Mover

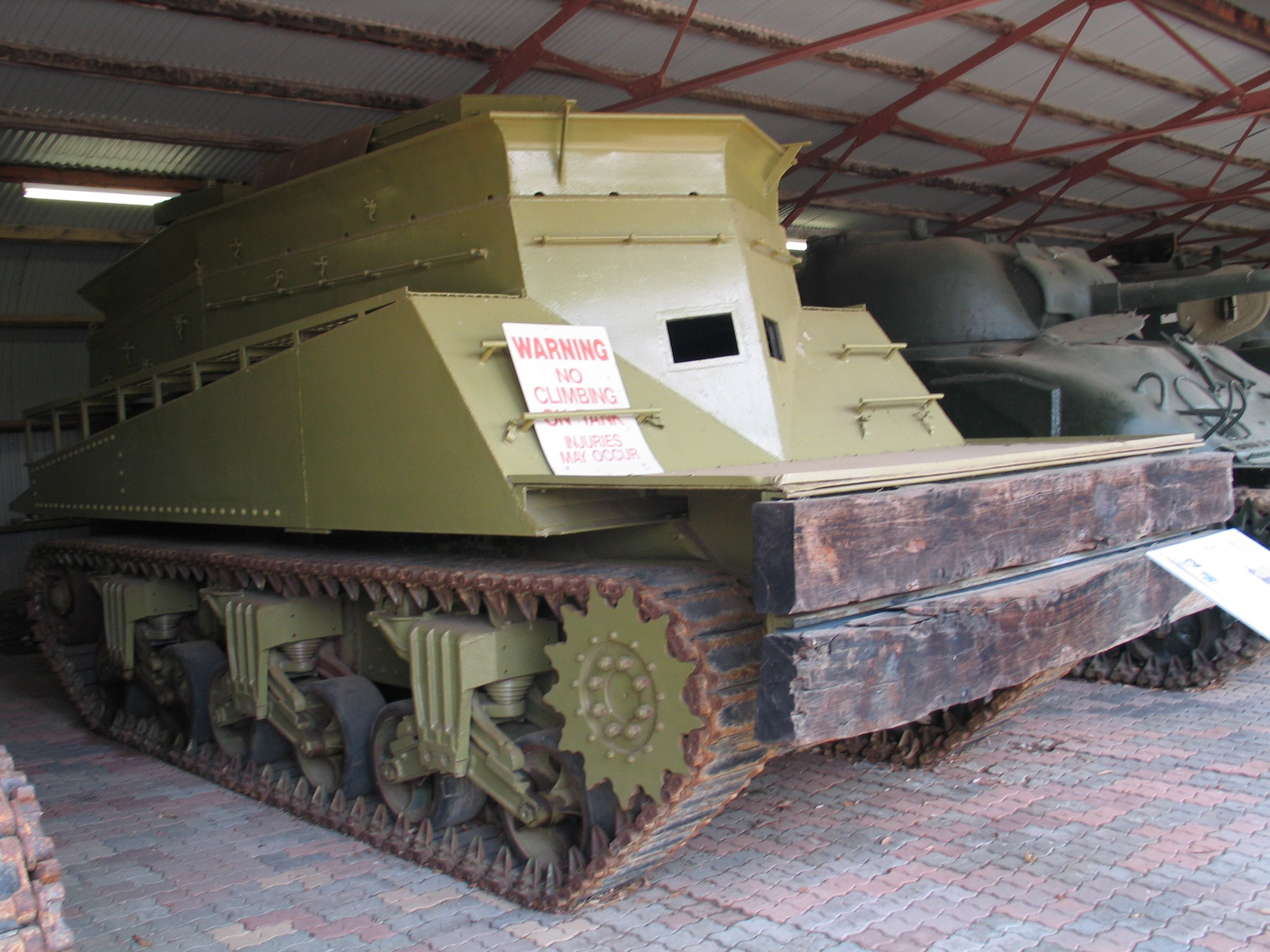
M3 BARV(Lee-Grant BARV)

M31戦車回収車
武装を撤去しクレーンとウィンチを装備した戦車回収車型。

M33装軌式牽引車
M31より砲塔とクレーンを撤去した重砲牽引車。
Grant ARV
イギリス軍がグラント中戦車を改造して独自に製作した戦車回収車型。75mm砲と37mm砲塔を撤去して回収機材を搭載したもの。
ARV(Aust)
オーストラリア軍がリー・グラント中戦車を改造して独自に製作した戦車回収車型。武装を撤去してウィンチと回収機材を搭載したもの。車体後面には6つの刃を持つ箱枠形の駐鋤（英語では spade.地面に喰い込ませて車体を安定させるための装置）が装着されている。
M3 BARV(Lee-Grant BARV)
オーストラリア軍が製作した特殊戦車回収車型で、"BARVとは"Beach　Armoured Recovery Vehicle，「海岸用装甲回収車」の略であり、上陸作戦の際に波打ち際での回収作業や、砂浜に乗り上げた上陸用舟艇を海に押し戻すための車輌である。

イギリス軍によりM4 シャーマン中戦車の特殊派生型の一つとしてノルマンディー上陸作戦に備えて開発された シャーマンBARV に倣い、リー・グラント中戦車の下部車体（シャーシ）にシャーマン戦車の溶接車体型に準じた上部車体を新造した上で舟形の構造物を設置し、車体各所の水密を強化、給排気系統を延長して水陸両用能力を持たせ、車体が水没した状態でも行動できるようにしたもので、水中での作業のために潜水具を装備する水中作業員（ダイバー）が同乗する。
このM3 BARVは1950年に1輌のみ製造され、1970年に老朽化により退役するまで運用された。

#### 特殊戦闘型

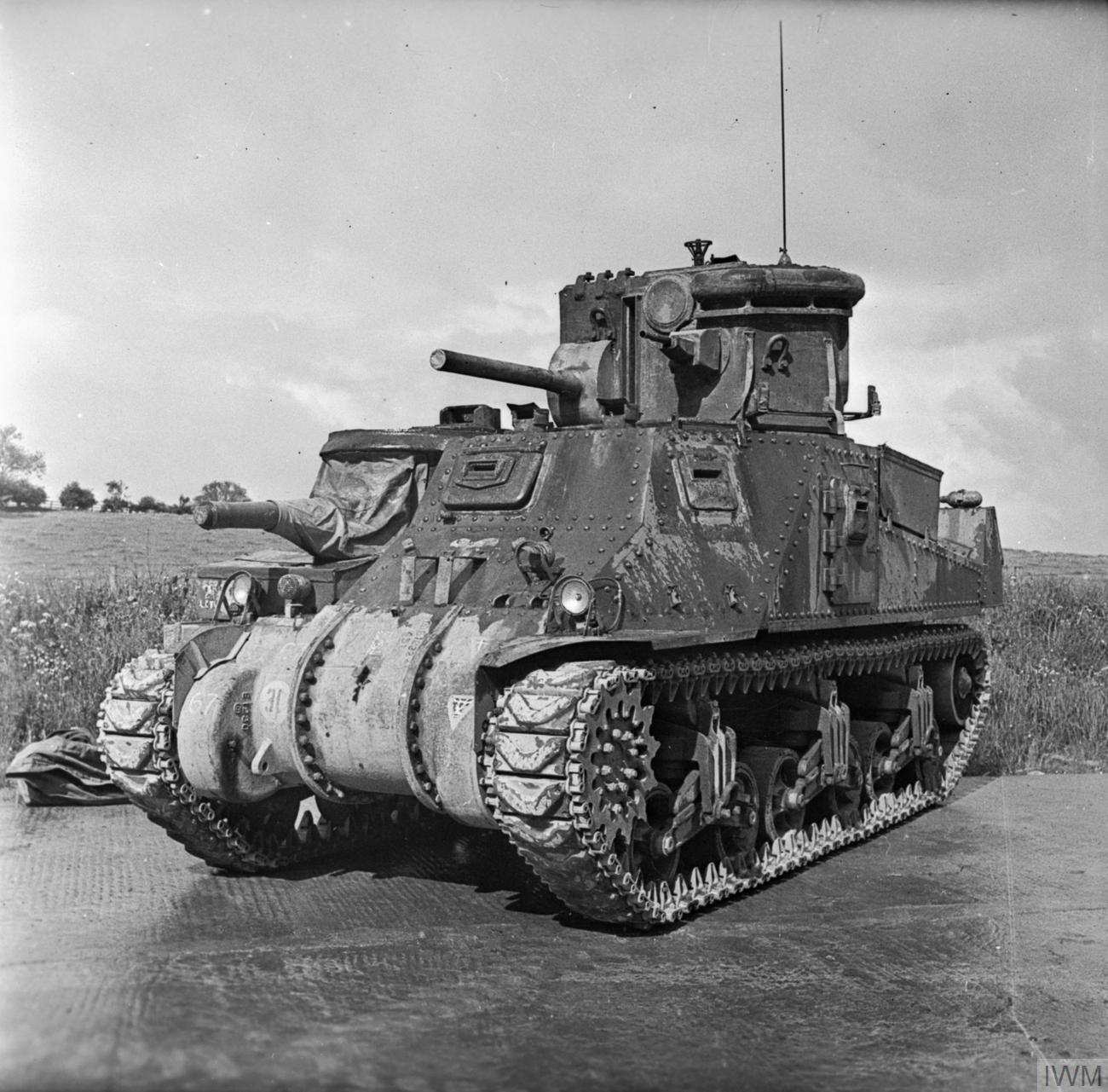
Grant CDL
夜戦支援用に強力な探照灯を搭載した車両。“CDL”とは「Canal Defence Light」、「運河防衛用ライト」の頭文字であるが、これは本来の目的を悟られないための欺瞞用名称である。同様にアメリカ軍では“Shop Tractor M10”もしくは“T10 Shop Tractor”の秘匿名称が与えられ、探照灯塔自体は“coast defence turrets”（沿岸防衛砲塔）の名称で発注されていた。
本来の砲塔の代わりに、探照灯を内蔵しスリット状の照射孔を持つ360度旋回可能な探照灯塔が搭載され、1,280万カンデラの光を1000ヤード（約910m）先で約34×340ヤード（約31m×311m）の範囲に照射することができた。前面にはダミーの砲身と機関銃があり、一見しただけでは通常の戦車型と区別し辛いように工夫されている（車体部の75mm砲は戦車型同様に実砲が装備されている）。
イギリス軍はグラントMk.Iの車体を用いた"グラントCDL"を運用し、アメリカ軍は鋳造車体のM3A1の車体を用いた“T10 Shop Tractor”あるいは"M3A1 CDL"を運用した。
M3 LEE CSAA (M3 Close Support & Anti-Aircraft Tank)
カナダ軍により構想された、砲塔を撤去して連装のエリコンFF 20 mm 機関砲もしくは3連装のベサ 15mm機関銃(英語版)を搭載した車両で、大口径機銃により近接支援と対空両用に使えるものとして開発された。搭載された機銃は防盾のみを装備し、対空用途に用いるために大きな仰角が取れるものとされた。車体部の75mm砲はそのまま搭載し、照準器を間接射撃に適したものに変更する予定となっていた。
1942年4月に構想がまとめられて提出され、モックアップの製作が準備されたが、「原型のM3中戦車のままでも充分な近接戦闘能力はあり、また対空車両と兼用させる必要性はない」として翌5月には却下され、モックアップの製作も中止された。

#### 自走砲

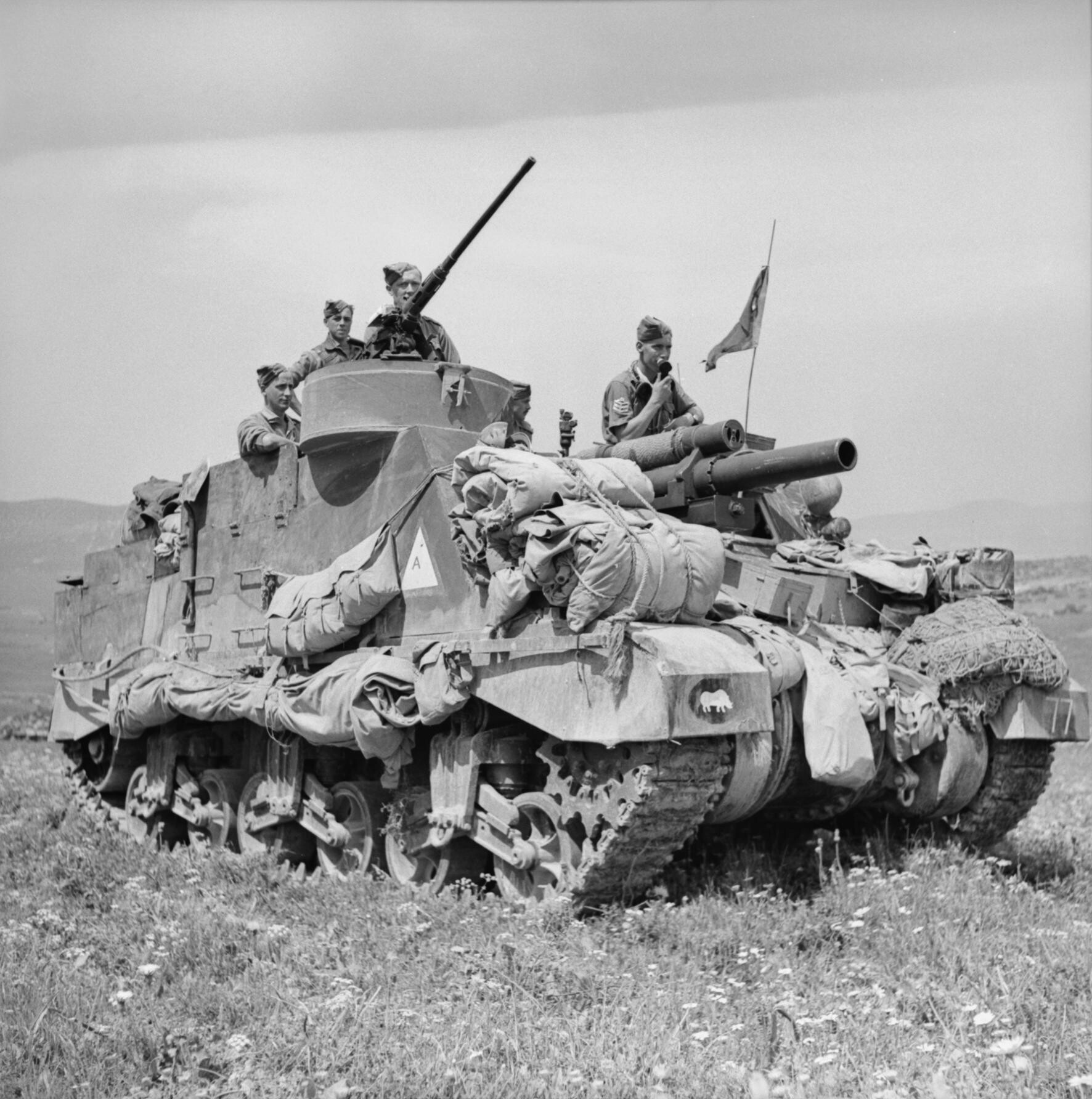
M7プリースト

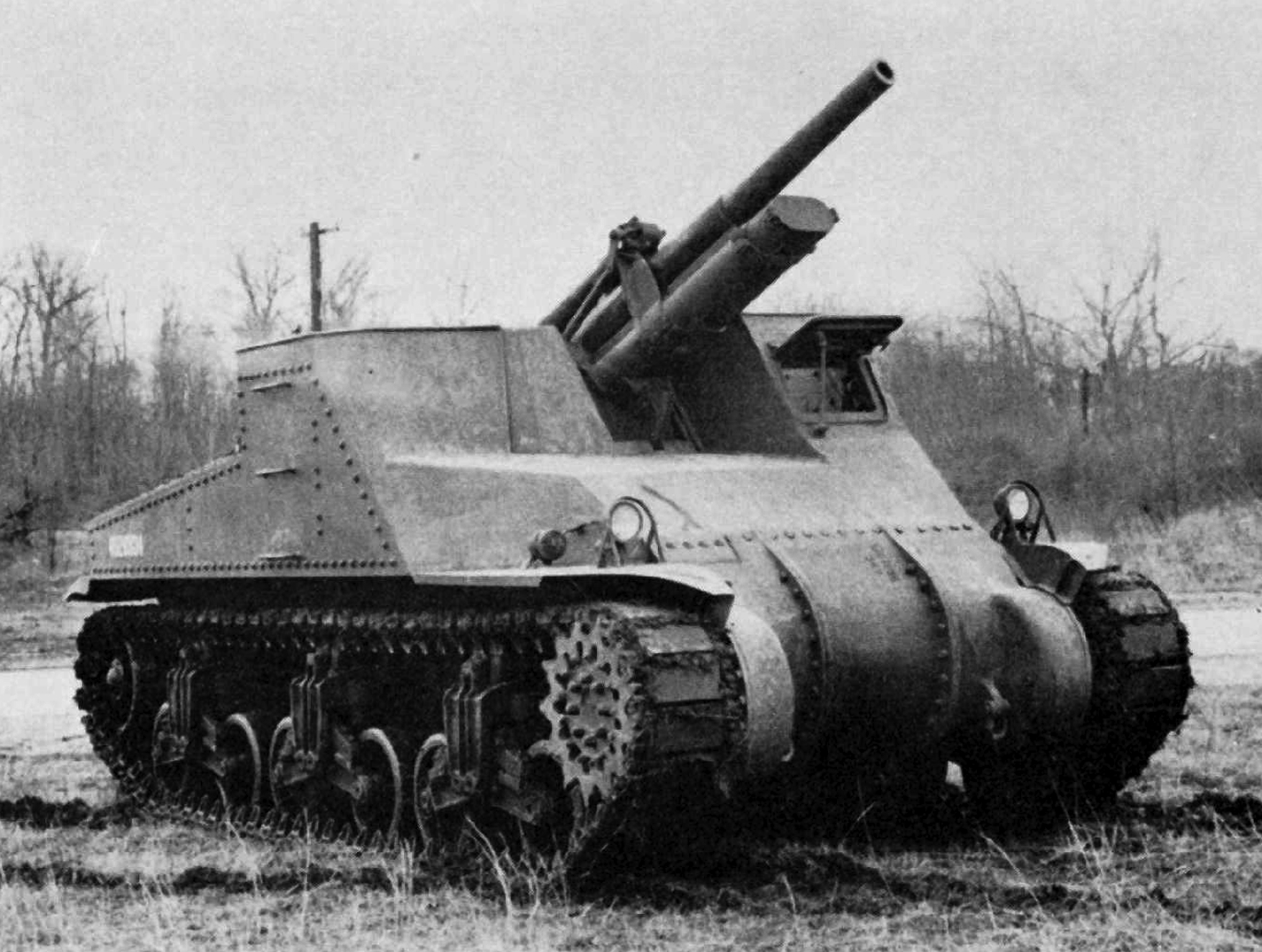
T40/M9自走砲

M7自走砲（プリースト）
M3の車体に露天式に105mm榴弾砲を搭載した自走砲。3,314両生産された後、車体をM4A3の物に換装したM7B1に生産移行した。

カンガルー装甲兵員輸送車
M7自走砲の砲武装を撤去して、12名の兵員を輸送可能に改修した装甲兵員輸送車。
M12自走砲
M3の車体に露天式に155mmカノン砲を搭載した自走砲。100両生産された。

M30弾薬運搬車
M12自走砲の主砲を撤去し、砲弾の運搬および砲兵の搭乗用とした支援車両。M12と同数生産された。
T24自走砲
戦車駆逐大隊用の本格的戦車駆逐車（対戦車自走砲）としてボールドウィン・ロコモーティブ社で開発された自走砲型。
M3中戦車の砲塔と車体上面装甲板と75mm砲を撤去し、敵を逸早く発見するためのオープントップの戦闘室に3インチ（76.2mm）高射砲M1918をほぼそのまま搭載している。車体右前面の主砲があった部分には装甲板が備えられた。その他の部分についてはM3中戦車と同様の構造である。車高の高さが問題視されたため、改良型のT40が開発されることとなった。
T40自走砲(M9自走砲)
T24で指摘された問題を改善するべく、前面装甲板を切り欠いて主砲をより低い位置に据え付けた改良型。主砲も駐退機の強化などより車載に適するように改造され、防循も新たに装備された。
1941年12月に試作車が完成、1942年4月にM9自走砲として暫定制式化された。しかし低機動力が問題視され、また同じ砲を旋回砲塔に搭載するM10駆逐戦車の開発が進んでいた事もあり量産されることなく1942年8月には開発が中止された。
T26自走対空砲
車体の75mm主砲を撤去して低背化したM3中戦車の車体に旋回砲塔を搭載し、その砲塔に車体砲と実質的に同じ物であるT6 75mm高射砲を搭載する対空戦車として設計された。1941年10月より開発が行われたが、主砲の性能が対空用途としては不十分である事がわかり、また戦車駆逐車へ転用するにも性能不足と判断され、1942年初頭に開発は中止された。
T36自走対空砲
開発中止となったT26自走砲の車体に鋳造製の密閉式旋回砲塔を搭載し、主砲としてボフォース40mm機関砲を搭載する対空戦車。1942年8月に試作車が完成し、火器管制システムも年末には完成したが、テストの結果様々な問題が発生し、1943年7月に開発中止となった。
セクストン自走砲
ラム巡航戦車の車体にQF 25ポンド砲を搭載した自走砲型。

イェランバ自走砲
オーストラリア軍が余剰のリー／グラントをセクストンに倣ってQF 25ポンド砲を搭載した自走砲とした車両。セクストンとは戦闘室側面にドアがあることが異なる。第2次世界大戦後も1956年まで使用された。

## 運用国

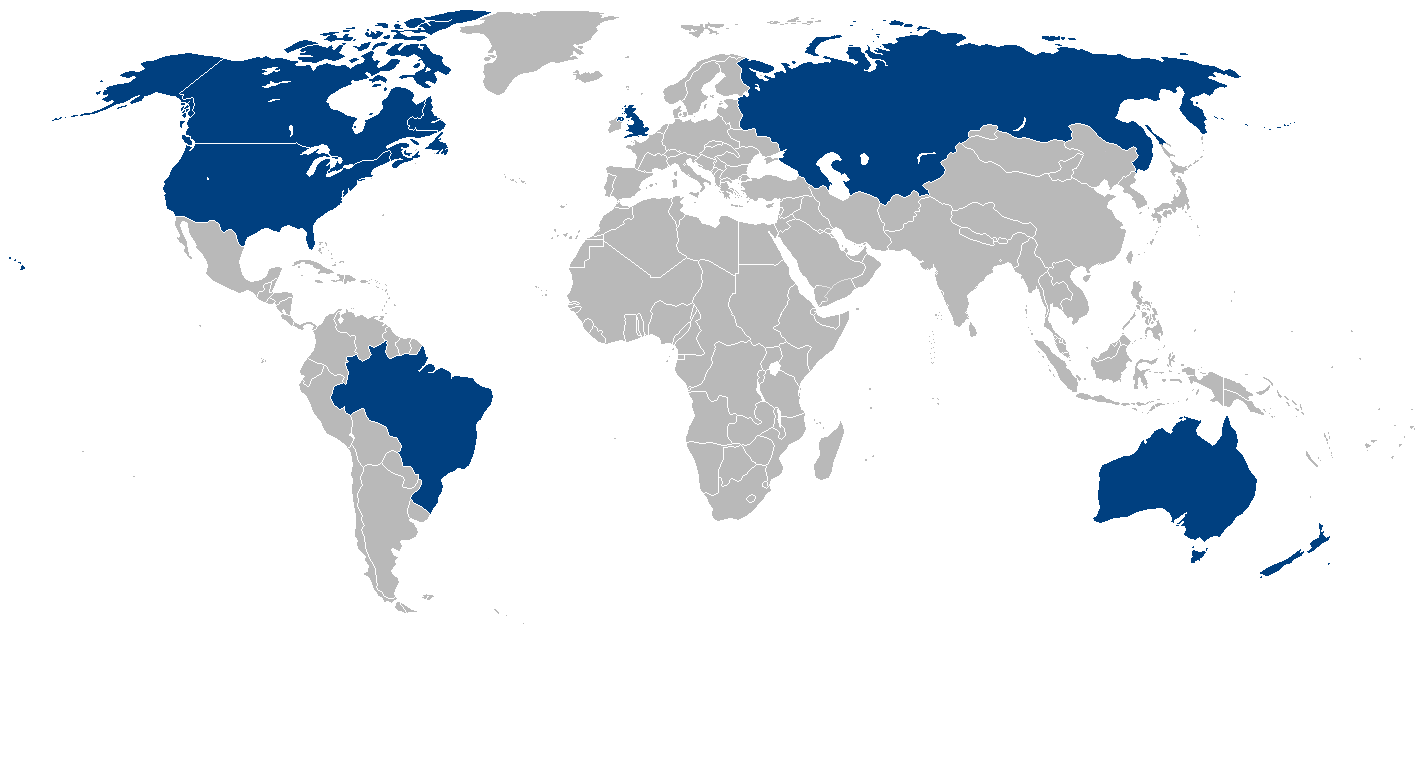
M3の運用国

- アメリカ合衆国
- イギリス
- フランス
- オーストラリア
- ニュージーランド
- イギリス領インド帝国
- カナダ
- ソビエト連邦
- ブラジル

## 登場作品

### 映画
『1941』
M4中戦車の車体に新造の車体上部と砲塔を載せたレプリカ車両で、実際のM3中戦車とは車体前面の操縦手用視察窓の位置が異なっている（M3は中央にあるが、この車両は左側にある）ことで識別できる。
『サハラ戦車隊』
アメリカ陸軍の全面協力により実車が登場している。
『デザート・ストーム/新・サハラ戦車隊』
『サハラ戦車隊』のリメイク作品。撮影はオーストラリアで行われ、オーストラリア軍が装備していたリー・グラント中戦車の実車が登場している。

『ホワイトタイガー ナチス極秘戦車・宿命の砲火』
ソビエト軍の車両の1つとしてBMPの車体を流用して制作されたレプリカ車両が登場する。

### アニメ・漫画
『パンツァーフォー!』
小林源文、1986年、月間ホビージャパン別冊。アフリカ戦線のエピソードで、主人公ハント（三号戦車、戦車長）がグラントと交戦する。
『アームズラリー』
国府軍の戦車として登場。石油枯渇に伴い代燃炉を装着しているなど、実車とは仕様に差異がある。
『ガールズ&パンツァー』
大洗女子一年生うさぎさんチーム、旧Dチームの搭乗戦車。初期はピンク色に塗装されて登場。3DCGによるモデリングで作画されており、作画の都合上、細部が実車とは微妙に異なっている。
『ガールズ&パンツァー 劇場版』
同じくうさぎさんチームが搭乗。エキシビションマッチ、大学選抜戦に参加。

『最前線』
主人公がポンコツのM3でヤークトパンターと対決する。

### 小説
『大日本帝国欧州電撃作戦』
連合国軍の一員としてイタリアへ上陸した日本軍へ、M4は勿体ないとの理由で中古のM3が貸与される。

### ゲーム
『R.U.S.E.』
アメリカの中戦車として登場。
『War Thunder』
バージョン1.45より、多数の米軍戦車が追加された際にリーとグラントが使用可能となった。イベント車両としてソ連にリー・イギリスにグラントが存在する。
『World of Tanks』
アメリカ中戦車M3 Leeとして開発可能。また、イギリス中戦車Grantとして開発可能。
『コンバットチョロQ』
アメリカタンクとしてM3 リー、イギリスタンクとしてグラントが登場。また、アリーナのライトクラスの4番目の敵としてM3 リー、5番目の敵としてグラントが登場。
『トータル・タンク・シミュレーター』
アメリカの改軽戦車LEEとして使用可能。またカンガルー・M7プリースト・セクストンも使用可能。
『バトルフィールドシリーズ』
『バトルフィールド1942 ロード・トゥ・ローマ』
米軍の追加中戦車として登場する。
『パンツァーフロント Ausf.B』
7つ用意されたシナリオには登場しない。車種選択で、登場戦車をグラントに置き換えることで使用可能。